# Wielki Pożar Rzymu
Wielki Pożar Rzymu (łac. Magnum Incendium Romae) – miejski pożar, który w 64 roku strawił dużą część Rzymu.
Tacyt wspomina o szybkim rozprzestrzenieniu się pożaru, który trwał pięć i pół dnia. Tylko cztery z czternastu dzielnic ówczesnego Rzymu uniknęły zniszczeń, trzy zostały kompletnie pochłonięte przez ogień, zaś kolejnych siedem zostało poważnie zniszczonych. W początkach naszej ery Rzym był nawiedzany przez pożary wielokrotnie, m.in. podczas oblężenia w 69 roku cesarza Witeliusza oraz w 80 roku za Tytusa. Historia Augusta w żywocie Antoninusa Piusa (IX,1) podaje, że za panowania tego cesarza jednego dnia spłonęło w Rzymie 340 budowli.

## Przekazy historyczne
Spośród ówczesnych historyków zdarzenie to potwierdza tylko Pliniusz Starszy, wspominając o tym marginesowo. Inni autorzy, w tym Dion Chryzostom, Plutarch czy Epiktet, na ten temat milczą.
Pożar wspomniany jest także we fragmencie rzekomego listu Seneki do Pawła z Tarsu, pochodzącego z IV wieku: „Sto i trzydzieści dwa domy oraz cztery tysiące insuli spłonęły w sześć dni; siódmego nastał koniec”. Wskazywałoby to na strawienie mniej niż dziesiątej części miasta, bowiem w starożytnym Rzymie było ok. 1700 domów oraz 47 000 insuli i kamienic, ścisłość tych danych jest trudna do oceny.

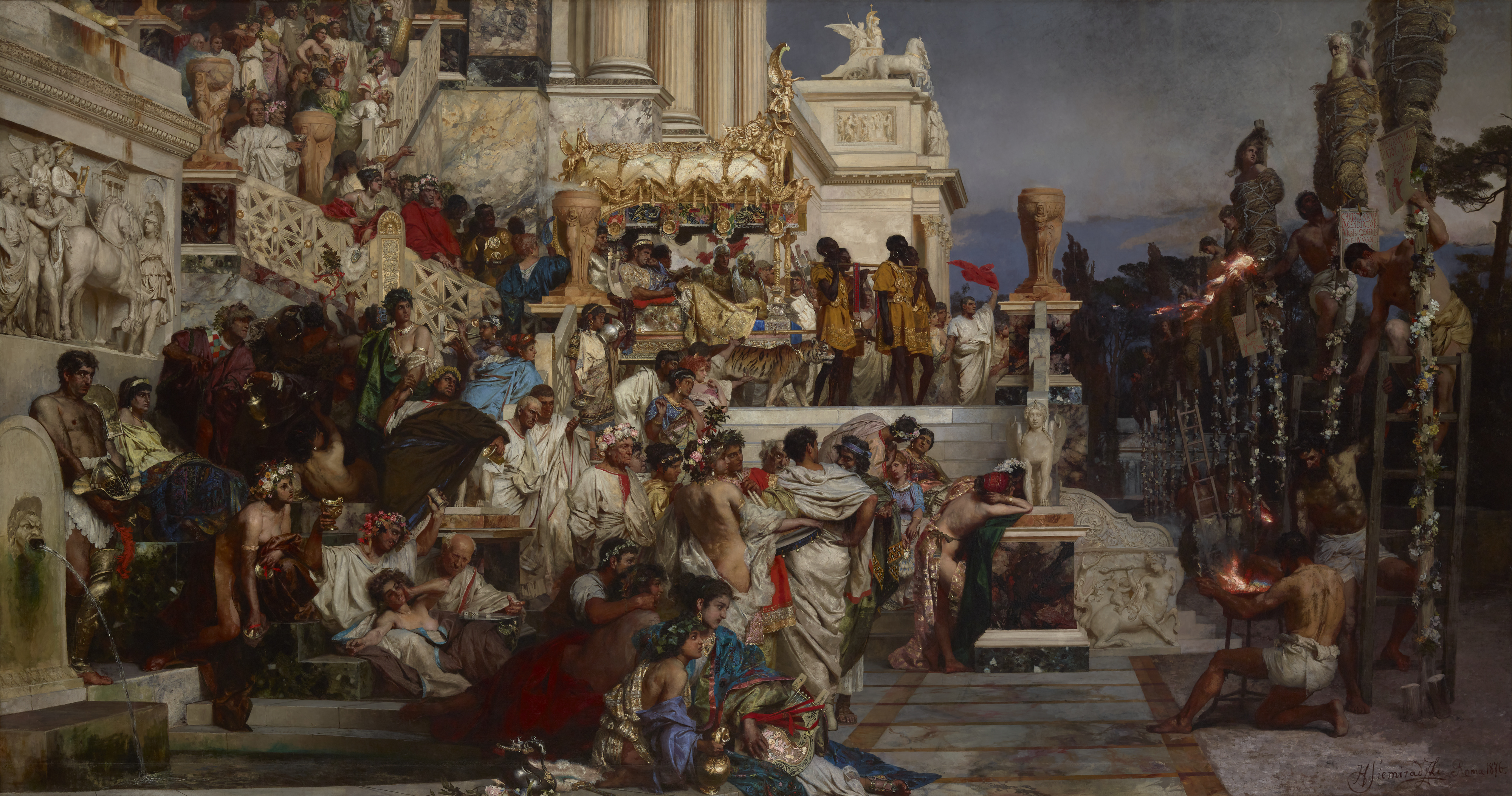
Pochodnie Nerona (mal. Henryk Siemiradzki, 1876) – z przedstawieniem wynikłych później prześladowań chrześcijan

Obecna wiedza na temat pożaru pochodzi głównie z trzech źródeł wtórnych, spisanych przez Kasjusza Diona, Swetoniusza, oraz Tacyta. Źródła pierwotne, którymi były przekazy Fabiusa Rusticusa, Marcusa Cluviusa Rufusa oraz Pliniusza Starszego, nie zachowały się do czasów dzisiejszych. Zdaniem Tacyta były one sprzeczne i bardzo przesadzone. Spośród wielu domniemanych przyczyn pożaru i roli Nerona, ówczesnego cesarza rzymskiego, najważniejsze to: 
- Zmotywowany pragnieniem zniszczenia miasta, Neron potajemnie wysłał swoich ludzi, którzy udając pijanych podpalili miasto. Cesarz obserwował pożar ze swego pałacu na Palatynie, śpiewając i grając na lirze[8].
- W szalonym kaprysie Neron całkiem jawnie wysłał swoich ludzi, którzy podpalili miasto. Sam obserwował pożar z Wieży Mecenasa na Eskwilinie, śpiewając i grając na lirze[9].
- Neron w sekrecie wysłał ludzi celem podpalenia miasta, zaś sam śpiewał i grał na lirze na prywatnej scenie[10].
- Był to wypadek, a Neron w momencie wybuchu pożaru przebywał w Ancjum[11].
- Pożar wywołali chrześcijanie[12].

Nie jest do końca jasne, jak wybuchł pożar – czy był to wypadek, czy też celowe podpalenie. Zgodnie z przekazem Tacyta (Roczniki XV, 44), część ludu oskarżyła o podpalenie Nerona, który, chcąc się oczyścić, skierował oskarżenie na chrześcijan:  
Nie ustępowała hańbiąca pogłoska i nadal wierzono, że pożar był nakazany. Aby więc ją usunąć, podstawił Neron winowajców i dotknął najbardziej wyszukanymi kaźniami tych, których znienawidzono dla ich sromot, a których gmin chrześcijanami nazywał. Początek tej nazwie dał Chrystus, który za panowania Tyberiusza skazany został na śmierć przez prokuratora Poncjusza Piłata, a przytłumiony na razie zgubny zabobon znowu wybuchnął nie tylko w Judei, gdzie się to zło wylęgło, lecz także w stolicy, dokąd wszystko co potworne albo sromotne zewsząd napływa i licznych znajduje zwolenników. Schwytano więc naprzód tych, którzy tę wiarę publicznie wyznawali, potem na podstawie ich zeznań ogromne mnóstwo innych, i udowodniono im nie tyle zbrodnię podpalenia, ile nienawiść ku rodzajowi ludzkiemu. A śmierci ich przydano to urągowisko, że okryci skórami dzikich zwierząt ginęli rozszarpywani przez psy albo przybici do krzyżów, albo przeznaczeni na pastwę płomieni i gdy zabrakło dnia, palili się służąc za nocne pochodnie. Na to widowisko ofiarował Neron swój park i wydał igrzysko w cyrku, gdzie w przebraniu woźnicy z tłumem się mieszał lub na wozie stawał. Stąd, chociaż ci ludzie byli winni i zasługiwali na najsurowsze kary, budziła się ku nim litość, jako że nie dla pożytku państwa, lecz dla zadośćuczynienia okrucieństwu jednego człowieka byli traceni (przekład S. Hammera).
Swetoniusz i Kasjusz Dion winnego doszukują się natomiast w osobie Nerona, motywowanego chęcią zniszczenia miasta lub odbudowania go zgodnie z własnym zamysłem. 
Swetoniusz pisze o pożarze następująco:
Lecz nie oszczędził także ludu oraz murów ojczystego miasta. Gdy ktoś wśród ogólnej rozmowy zacytował po grecku:
Z moją śmiercią zgiń, ziemio, w płomieniach (Ἐμοῦ θανόντος γαῖα μειχθήτω πυρί)
odpowiedział Nero również po grecku:
w moich oczach (ἑμοῦ ζῶντος)

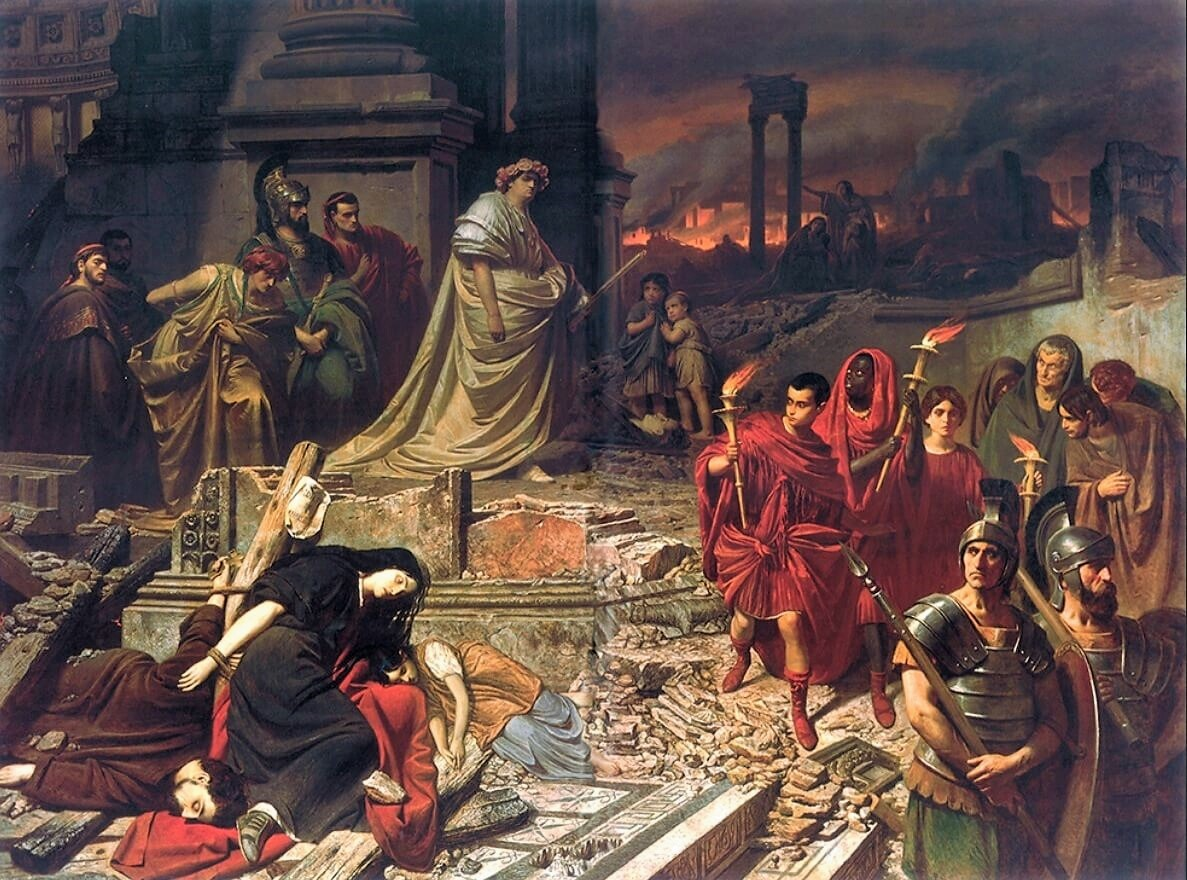
Neron oglądający pożar Rzymu (mal. Carl Theodor von Piloty, ok. 1861)

i dokładnie wykonał tę zapowiedź. Oto czując jakby odrazę do szpetoty dawnych budowli i ciasnoty oraz zawiłości ulic, spalił stolicę tak jawnie, że wielu konsularów, schwytawszy w swych posiadłościach pokojowców cesarza z pakułami i pochodniami, nie śmiało stawić im przeszkód. Pewne spichlerze koło Złotego Domu, których to placów Nero najbardziej pragnął, zostały najpierw zwalone machinami wojennymi, dopiero wówczas podpalone, ponieważ ich mury wykonane były z kamienia. Przez sześć dni i siedem nocy szalała ta klęska, zmuszając lud do szukania sobie chwilowego schronienia w budowlach publicznych i grobowcach. Wtedy oprócz olbrzymiej ilości domów czynszowych spłonęły domy dawnych wodzów, ozdobione dotychczas łupami zdobytymi na wrogach, siedziby bogów, wzniesione jako wyraz dziękczynienia przez królów, a następnie jako wyraz ślubowań z czasów wojen punickich i galickich, oraz wszystko, cokolwiek godne widzenia i pamięci przetrwało z dawnych czasów. Nero patrząc na ten pożar z wieży Mecenasa i rozkoszując się, jak mówił, „pięknością płomienia", odśpiewał „Zdobycie Ilionu” w swoim stroju aktorskim. Pragnąc i w tym momencie uzyskać w miarę możności łupy i zdobycz, obiecał bezpłatne usunięcie trupów i gruzu, lecz nikomu nie pozwolił zbliżyć się do szczątków swej majętności. Następnie przyjąwszy daniny, co więcej, wymusiwszy je, wyniszczył prawie zupełnie prowincje i zasoby prywatnych osób. (Żywot Nerona 38, przekład J. Niemirskiej-Pliszczyńskiej)
Swetoniusz wspominając o prześladowaniach chrześcijan nie łączy ich z pożarem: Ukarano torturami chrześcijan, wyznawców nowego i zbrodniczego zabobonu (Żywot Nerona, 16), Neron zaś miał nawet nie szukać sprawców, jedynie oskarżeni wskazani przez Senat mieli ponieść lekkie kary.
Podobnie opisuje pożar Kasjusz Dion (Historia rzymska, księga LXII, 16):
Nero postanowił spełnić to, co bez wątpienia było zawsze jego pragnieniem, a mianowicie zniszczyć całe miasto i państwo za swego życia. Przy tym, podobnie jak inni wcześniej, nazywał Priama wielkim szczęściarzem, ponieważ widział, jak jego kraj i tron zostały zniszczone razem. W związku z tym potajemnie wysyłał ludzi, którzy udawali, że są pijani lub zajmowali się innymi rodzajami szkód, każąc im podpalić jeden lub dwa, a nawet po kilka budynków w różnych częściach miasta, tak aby mieszkańcy nie byli w stanie zrozumieć przyczyny klęski ani jej przeciwdziałać, choć ciągle byli świadomi wielu dziwnych widoków i dźwięków.
Kasjusz Dion twierdził także, podobnie jak Swetoniusz, że Neron w trakcie pożaru śpiewał na scenie pieśń „Spalenie Troi”. Jednak zdaniem Tacyta była to plotka, zaś Neron przebywał w tym czasie w Ancjum.
Według Tacyta Neron na wieść o pożarze szybko powrócił do Rzymu dla zorganizowania pomocy humanitarnej, na którą wydatkował pieniądze z własnych funduszy. Zaraz po pożarze cesarz otworzył swój pałac dla pogorzelców oraz zapewnił dostawy żywności. Po pożarze stworzył też nowy plan rozwoju miasta, w którym zaznaczono, że spalone domy mają być rozebrane, zaś na ich miejsce pobudowane nowe – z cegły, w większej odległości od drogi. Poza tym Neron zbudował w miejscu pogorzeliska kompleks pałacowy, nazwany Domus Aurea ("Złoty Dom"), o powierzchni od 40 do 120 ha. Fundusze potrzebne na odbudowę miasta zostały zebrane ze specjalnych danin nałożonych na prowincje rzymskie.

## Poglądy współczesne
Większość obecnych historyków zgodnych jest co do tego, że Neron nie wywołał pożaru celowo. Tezę o chęci stworzenia przez Nerona miejsca pod pałac Domus Aurea obala jego późniejsze, odległe od miejsca wybuchu pożaru umiejscowienie, po drugiej stronie Palatynu. Ponadto spłonęła część innego pałacu cesarza – Domus Transitoria. Jest mało prawdopodobne, aby Neron chciał zniszczyć ten pałac, tym bardziej, że nawet obrazy i dekoracje w nowym pałacu były podobne do tych spalonych. Poza tym pożar wybuchł dwa dni przed pełnią Księżyca, gdy podpalacze mogli być łatwo zauważeni i wykryci.